# Фіріс
Фіріс — річка в центральній Швеції. Вона тече через місто Уппсала і впадає в озеро Меларен. Довжина русла — 50 км. Нижче Ісландського водоспаду в центрі Уппсали річка судноплавна. 
Фіріс є одним з останніх місць розмноження жереху в лені Уппсала. Останнім часом на річці були побудовані «драбини для риб» які дозволяють рибам плисти проти течії. Щороку на свято Валборґ організовуются змагання на яких студенти пливуть Фірісом на саморобних човнах.